# 欽察蘇尤
欽察蘇尤（克丘亞語：Chinchay Suyu；西班牙語：Chinchaysuyu；另有中文譯名為「欽查蘇尤」），印加帝國四大行政區之一。印加人以國都庫斯科為中心，北方有一遼闊的省份稱為「欽察」，因而把北面部份稱為「欽察蘇尤」。